# سیپیچ
سیپیچ (به صربی: Sipić) یک منطقهٔ مسکونی در صربستان است که در راچا واقع شده‌است. سیپیچ ۵۰۷ نفر جمعیت دارد.